# Johann Nicolaus Frobesius

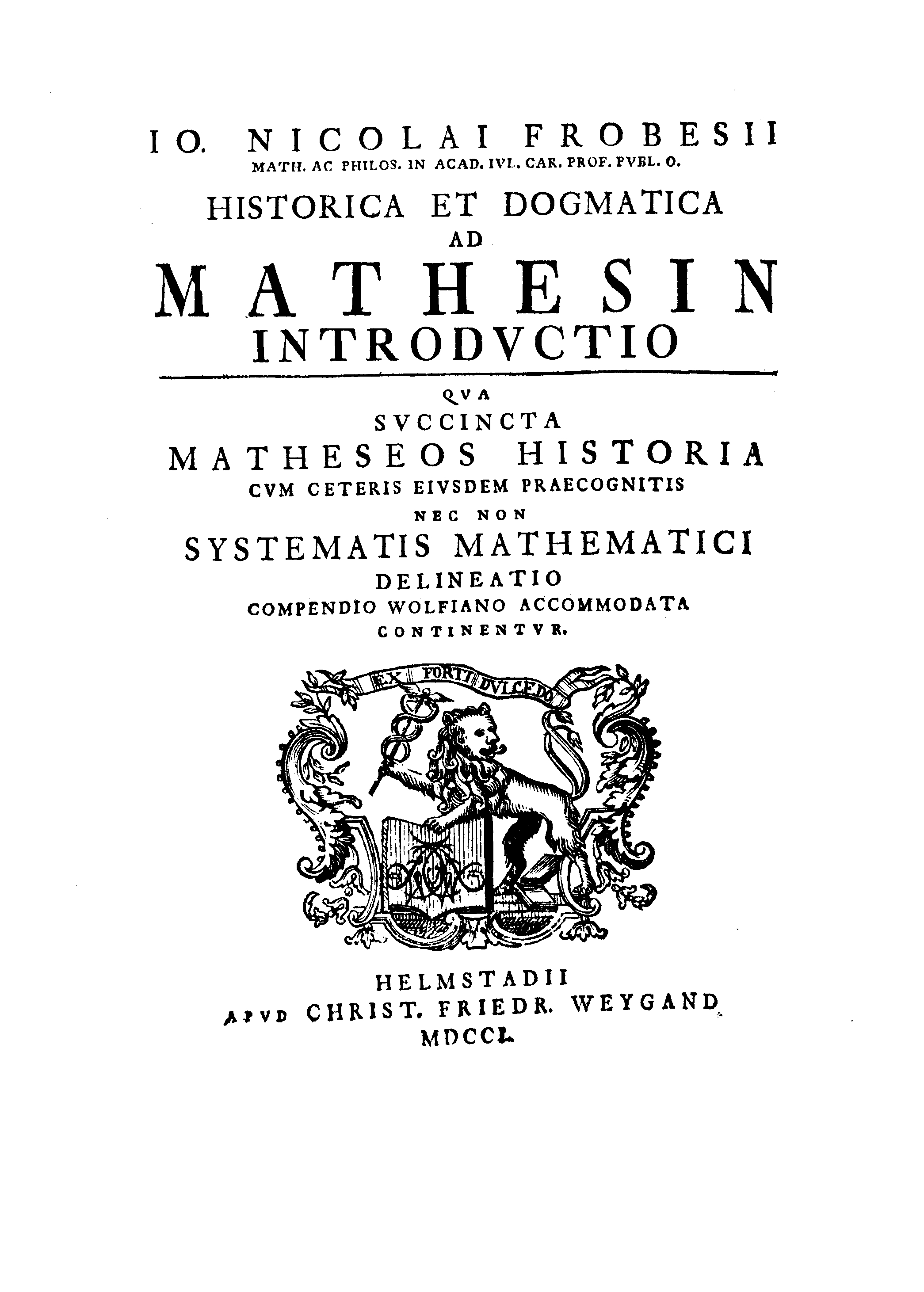
Historica et dogmatica ad mathesin introductio, 1750

Johann Nicolaus Frobesius (auch: Johann Nikolaus Frobes oder Johann Nicolaus Froböse; * 7. Januar 1701 in Goslar; † 11. September 1756 in Helmstedt) war ein deutscher Philosoph und Mathematiker.
Sein Vater war der Ratsherr Georg Barthold Frobesius. Johann Nicolaus ging in Goslar zur Schule. Ab 1720 besuchte er für drei Jahre die Universität Helmstedt. Eine zweijährige Studienzeit an den Universitäten Halle und Marburg schloss sich an. Das Jahr 1725 verbrachte er mit Predigten in Goslar. Im Folgejahr ging er wieder an die Universität Helmstedt, wo der spätere Mediziner Elias Friedrich Heister zu seinen Philosophie-Schülern gehörte. Zwischen 1735 und 1743 wurden ihm verschiedene Professorentitel verliehen. Ab 1751 widmete er sich ausschließlich der Mathematik. Er machte mehrere Veröffentlichungen. Auch wird ihm eine Sammlung von Briefen (darunter welche von Leibniz) zugeschrieben, die im Nachlass von Johann Friedrich Pfaff gefunden wurde und heute in der Universität Halle aufbewahrt wird. Als Philosoph war er stark beeinflusst von Christian Wolff.
Er veröffentlichte eine Mathematikgeschichte und Biographiensammlung von Mathematikern.

## Schriften
- Johann Nicolaus Frobes: Historica et dogmatica ad mathesin introductio. Christian Friedrich Weygand, 1750 (Latein, beic.it).
- Rudimenta biographiae mathematicae, 1751, 1754, 1755